# Třetí planeta smrti
Třetí planeta smrti (anglicky Deathworld 3) je vědeckofantastický román amerického spisovatele Harryho Harrisona vydaný americkým nakladatelstvím Dell Publishing v květnu 1968.
Předtím vycházel od února do dubna 1968 v seriálové podobě pod názvem The Horse Barbarians v americkém časopise Analog Science Fiction and Fact redigovaném Johnem W. Campbellem. Je to třetí díl knižní série Planety smrti, původně trilogie později doplněné o další díla.
První české vydání knihy realizovalo brněnské nakladatelství AF 167 v roce 1992 (ISBN 80-85384-06-X).

## Námět
Jason dinAlt se snaží přesvědčit Pyrrany, aby opustili svou domovskou planetu, kde svádějí neustálý tvrdý boj s vražednou faunou. Dozví se o existenci planety Felicity, na které leží pouze jeden kontinent oddělený neprostupným pohořím. V nížinách se nacházejí města rozvinuté středověké civilizace, náhorní plošina obývaná kočovnými barbary na moropech je zase bohatá na nerosty. Jason koupí vesmírnou loď a naverbuje skupinu pyrrských dobrovolníků, která zahrnuje všechny klíčové postavy z prvního dílu (Kerk, Meta, Rhes a další) a letí na Felicity. Schyluje se k souboji s vládcem planin Temuchinem a jeho bojovníky, kteří jsou překážkou snadné kolonizace.

## Postavy
- Ahankk – jeden z nejvyšších důstojníků Temuchinovy armády
- Bardovy – vedoucí těžařské expedice společnosti John Co. na Felicity
- Brucco – hlavní zbrojař a lékař městských Pyrranů
- Clon – statný pyrranský muž
- Daci – muž, který zklamal Temuchina a byl za to potrestán
- Grif – devítiletý chlapec z pyrranského města, přidá se k pyrranské expedici na Felicity
- Jason dinAlt – hlavní hrdina, vesmírný dobrodruh
- Kerk Pyrrus – vůdce městských Pyrranů, souhlasí s expedicí na planetu Felicity
- Meta – pilotka kosmické lodi a přítelkyně Jasona dinAlta
- Naxa – venkovský Pyrran, má funkci hovorného – využívá své telepatické schopnosti k ovládání místních živočišných forem života
- Oraiel – nomádský stařec, žonglér
- Rhes – vůdce venkovských Pyrranů, i on je součástí pyrranské expedice na Felicity a hraje roli obchodníka z nížin
- Riclan – Rhesův strážce v nížinách
- Shanin – náčelník nomádského kmene Krys
- Sparks – radista těžařské expedice společnosti John Co. na Felicity
- Talenc – poručík strážní hlídky těžařské expedice společnosti John Co. na Felicity
- Teca – Bruccův asistent, v pyrranské expedici plní roli lékaře
- Temuchin – vůdce barbarů z náhorních planin, dokázal sjednotit jejich kmeny
- Weiks – druhý důstojník, pilot těžařské expedice společnosti John Co. na Felicity

## Planety
- Felicity
- Pyrrus

## Děj
Jason dinAlt se snaží přesvědčit městské Pyrrany, aby opustili svou rodnou planetu, kde svádějí neustálý těžký boj s vražednou faunou a flórou. Ví, že nemají naději tento souboj vyhrát a hrozí jim zánik. Vytipuje proto planetu Felicity s pouhým jedním kontinentem rozděleným masivním pohořím na nížinatou část a náhorní plošinu, kde by Pyrrané mohli těžit přítomné nerostné bohatství. Problémem jsou však kočovní barbaři, kteří na svém území nesnesou nikoho cizího. O tom se přesvědčila těžební expedice firmy John Co., která byla pobita a z níž se zachránilo včasným odletem pouze několik lidí, kteří podali svědectví o divokém nájezdu barbarů.

Jason však přesto věří, že Felicity je to pravé místo pro nový domov bojem zocelených Pyrranů a zakoupí pro tento účel vyřazenou vojenskou kosmickou loď jménem Rváč. Na expedici se však přihlásí pouze 168 dobrovolníků včetně Kerka a Mety. Zbytek konzervativněji smýšlejících Pyrranů odmítá opustit své opevněné město.
Při výsadku expedice je Jason zajat a zavlečen do tábora nomádů. Podaří se mu najít útočiště u žongléra (potulného vypravěče) Oraiela. Nakonec musí absolvovat noční pochod směrem k místu přistání, kde je zachráněn Pyrrany. Krátké zajetí mu přece jen něco dalo, díky Oraielovi se dozvěděl o místních zvyklostech a způsobu života. 

Novou taktikou Pyrranů je vydávání se za divoký barbarský kmen Orlů s Kerkem v pozici náčelníka. Jason hraje roli žongléra a podaří se mu dostat do blízkosti Temuchina a získat si jeho důvěru. Při náročné výpravě do nížin se Temuchinovi a jeho bojvníkům podaří přepadnout pevnost a ukrást sudy se střelným prachem. Díky Jasonovým znalostem jsou nyní barbaři schopni vyrábět primitivní bomby, které znamenají výhodu nad protivníky. Temuchin postupně rozšiřuje sféru svého vlivu. Při dobývání území kmene Lasiček se do bitvy zapojí i Pyrrané vedení Kerkem a významně dopomohou k vítězství.
Temuchin s pomocí Oraiela odhalí pravou identitu Jasona a shodí ho do rokle zvané Brána pekel. DinAlt přežije pád do sněhové závěje a systémem podzemních jeskyní se dostane až do nížin, kde přebývá jeho pyrranský spojenec Rhes vydávající se za obchodníka. Jason se vrátí k Temuchinovi, který jej považuje za démona a nabízí mu, že mu ukáže schůdnou cestu do nížin. Ponouká ho, aby se stal vládcem celého kontinentu, což se po čase zdaří. Přestože barbarský vojevůdce zvítězil, bylo to Pyrrhovo vítězství, neboť nomádi se začínají stěhovat do životu příznivějších nížin a opouštějí planiny. Cesta pro Pyrrany a jejich těžbu nerostů se tak otevírá. Temuchin si to nakonec uvědomí a uvězní Jasona. Zachrání ho Kerk se svými bojovníky, přičemž zabije Temuchina.
Na planetě Pyrrus zatím dochází k průlomu, nebezpečné formy života definitivně zničí město Pyrranů. Kerk s ostatními přichází na pomoc, ale je již pozdě. Jejich jediná budoucnost je odteď na Felicity.

## Prostředí
Felicity znamená v překladu štěstí nebo blaženost. Je to pátá planeta bezejmenné hvězdy třídy F1 se silným ultrafialovým zářením. Sklon rotační osy je zanedbatelný, takže počasí zůstává stejné, gravitační přitažlivost je cca 1,5 g. Nemá žádný měsíc.
90 procent povrchu planety tvoří oceán, v němž jsou roztroušeny ostrovy sopečného původu. Zbylých 10 procent připadá na jediný kontinent poblíž severního pólu rozdělený geologickým zlomem a horským pásmem vysokým 3–10 km. Horstvo má velký vliv na kontinentální počasí, teplý a vlhký vzduch od oceánu naráží na jižní svahy pohoří, kde se tvoří déšť, který živí řeky stékající na jih. Jižní část kontinentu je nížinatá a úrodná, nejsou zde však žádná významná ložiska kovů. Vytvořila se zde města středověké zemědělské společnosti zvané Ammh. Jedno z nich je Camar, což je nejbližší přístav u řetězce hor. Největší město je Eolasair, které se rozkládá u řeky mezi kopci a lesy.
Severní chladnější část kontinentu je tvořena vysokou suchou náhorní plošinou. Přes hory se srážky dostanou jen v malém množství a to minimum zde spadne ve sněhové formě. Tyto planiny bez stromů jsou bohaté na ložiska těžkých kovů, zejména uranu. Obývají je kočovné barbarské kmeny, jejichž příslušníci jsou tisíce let vychováváni, aby zabíjeli a ničili. V minulosti zde byla sídla, ale omezené přírodní zdroje na vyprahlých pláních neumožnily vzájemné mírové soužití zemědělců a kočovných nomádů s jejich stády. Zemědělci si stavěli ohrazená sídla kolem skrovných zdrojů vody a bránili přístupu k nim nomádům. Ti se spojili v tlupy a zemědělská opevnění zničili. O těchto válkách se zmiňují Zpěvy, lidové zkazky, které uchovávají žongléři fungující jako historici, komedianti a poslové zpráv. Barbarské kmeny se pak neustále stěhovaly a nikdy nedovolily, aby na planinách vzniklo nějaké trvalejší sídlo. Vzhledem k dostatku rudy byly zbraně ze železa. Palné zbraně nomádi vyrábět neumí, ale přišli s nimi do kontaktu. Další předměty poskytoval chov zvířat, kůže na oblečení a obydlí, tuk na masti a ke svícení, kosti a rohy na ozdobu zbroje, trus jako palivo pro oheň apod. Některé kmeny ještě dokážou využívat vlákna místní širokolisté rostliny. K přepravě slouží moropové, odolní býložravci s drápy na nohou podobní koňům. Jednotlivé kmeny mluví vlastním nářečím, ale ovládají i univerzální dorozumívací jazyk pro komunikaci s ostatními. Většinou spolu válčí, občas se některé kmeny spojí a vytvoří alianci proti jiným klanům, pokud se najde schopný vůdce.

### Slovníček pojmů
- achadh – zkvašené mléko
- camach – stan z kůží
- dentifon – miniaturní přístroj k dorozumívání na dálku, vkládá se do úst k horní zadní stoličce
- escung – povoz nomádů
- char – surovina černé barvy pro pokrm z místní křoviny, listy se navlhčí a slisují
- moropové – býložravci s drápy na nohou podobní koňům, jsou šlechtěni

## Kulturní reference
- Pro postavu vůdce barbarských kmenů z planin Temuchina se Harrison inspiroval mongolským panovníkem Temüdžinem známým pod jménem Čingischán.
- K dosažení svých cílů a vytlačení nomádů z náhorní plošiny použil Jason dinAlt fakta z pozemské historie, konkrétně dobytí Západořímské říše barbarskými kmeny Gótů a středověké Číny Mongoly.

## Česká vydání
- Třetí planeta smrti, AF 167, Brno, 1992, 1. vydání, překlad Jiří Sirotek, brožovaná vazba, náklad 20 000, 214 stran, ISBN 80-85384-06-X
- Třetí planeta smrti, Fantom Print, Ostrava, 2001, 2. vydání, překlad Jiří Sirotek, brožovaná vazba, 224 stran, ISBN 80-86354-17-2